# Фијат 3000
Фијат 3000 или Фијат Л 5/21 је италијански лаки тенк који је произвела фирма Фијат-Ансалдо као модернизовану верзију француског тенка Рено ФТ-17 из Првог светског рата.

## Историја
Производња тенкова у Италији почела је на самом крају Првог светског рата. Пошто Француска није могла да испоручи тенкове Рено ФТ-17 које је Италија захтевала, Фијат је почео да производи сопствену копију. Добијено возило названо је Фијат 3000, са војничком ознаком Модел 21, и било је слично француском оригиналу, али наоружано паром митраљеза калибра 6.5 mm. Наручено је 1.400 тенкова, али је рат завршен пре почетка производње, па је број смањен на 100, који су испоручени 1921-1922.

### Фијат 3000Б/Модел 1930
Маневри у планинама 1929. показали су да је мотор Модела 21 преслаб: спроведена је модернизација и направљен нови модел, који није имао јачи мотор, али је био наоружан дугоцевним топом од 37 mm. Нови тенк, познат као Фијат 3000Б или Модел 1930, био је у суштини исти као Модел 21, али су два лака митраљеза у куполи замењена новим топом Л40 од 37 mm. Наручено је 48 возила, која су испоручена 1930. Већина је била наоружана топом од 37 mm, али неки су ипак наоружани митраљезима. Неки од старијих Модела 21 такође су наоружани новим топом.